# Brian Rodríguez
Paul Brian Rodríguez Bravo (Tranqueras, 20 de mayo de 2000) es un futbolista uruguayo que se desempeña como delantero en el Club América de la Primera División de México.

## Trayectoria
Debutó de forma oficial con Club Atlético Peñarol el 28 de marzo de 2018, frente a Danubio, en un partido que resultó en empate 1 a 1. Ingresó a los 59 minutos reemplazando a Giovanni González, posicionándose en el sector diestro de la delantera.
Hacia el comienzo del Uruguayo 2019 fue consolidándose como titular, lográndolo con 18 años. Ese mismo año fue elegido mejor jugador joven del Torneo Apertura.
De Peñarol se marchó a Los Angeles F. C. de la Major League Soccer por 10,3 millones y se convirtió en la venta más cara del equipo uruguayo.
El 1 de febrero de 2021 Los Angeles F. C. lo cedió a la U. D. Almería hasta final de temporada con una opción de compra al término de la misma.

## Selección nacional
Fue citado para disputar el Mundial sub-20 de 2019. Es internacional con la selección absoluta de Uruguay desde 2019. Desde entonces, ha disputado nueve partidos con el combinado charrúa y ha marcado tres goles.

### Participaciones en selección Mundiales Juveniles
| Competición            | Categoría | Sede    | Resultado        | Partidos | Goles | Asistencias |
| ---------------------- | --------- | ------- | ---------------- | -------- | ----- | ----------- |
| Mundial Sub-20 de 2019 | Sub-20    | Polonia | Octavos de final | 4        | 2     | 1           |

### Participaciones en Copas América
| Torneo            | Sede           | Resultado        | Partidos | Goles | Asistencias |
| ----------------- | -------------- | ---------------- | -------- | ----- | ----------- |
| Copa América 2021 | Brasil         | Cuartos de final | 0        | 0     | 0           |
| Copa América 2024 | Estados Unidos | Tercer puesto    | 1        | 0     | 0           |

### Fases de clasificación a Mundiales
| Fase                       | Resultado | Posición | Partidos | Goles | Asistencias | Media goleadora |
| -------------------------- | --------- | -------- | -------- | ----- | ----------- | --------------- |
| Clasificación Mundial 2022 | Clasificó | 3.º      | 11       | 0     | 2           | 0               |
| Total                      | Total     | Total    | 11       | 0     | 2           | 0               |

### Participaciones con la Selección Mayor
| Partidos | Partidos       | Partidos  | Partidos                | Partidos                    | Partidos                   | Partidos | Partidos                   | Partidos        | Partidos |
| N.º      | Rival          | Resultado | Fecha                   | Lugar                       | Competencia                | Goles    | Cambio                     | DT              | Ref.     |
| -------- | -------------- | --------- | ----------------------- | --------------------------- | -------------------------- | -------- | -------------------------- | --------------- | -------- |
| 1        | Costa Rica     | 2:1       | 6 de setiembre de 2019  | San José, · Costa Rica      | Amistoso                   | –        | -                          | Oscar W.Tabárez |          |
| 2        | Estados Unidos | 1:1       | 10 de setiembre de 2019 | Saint Louis, Estados Unidos | Amistoso                   | 49'      | 61' por Brian Lozano       | Oscar W.Tabárez |          |
| 3        | Perú           | 1:0       | 11 de octubre de 2019   | Montevideo, · Uruguay       | Amistoso                   | 16'      | 61' por Nahitan Nández     | Oscar W.Tabárez |          |
| 4        | Perú           | 1:1       | 15 de octubre de 2019   | Lima, · Perú                | Amistoso                   | -        | 62' por Nahitan Nández     | Oscar W.Tabárez |          |
| 5        | Hungría        | 2:1       | 15 de noviembre de 2019 | Budapest, · Hungría         | Amistoso                   | 20'      | 61' por Gastón Pereiro     | Oscar W.Tabárez |          |
| 6        | Argentina      | 2:2       | 19 de noviembre de 2019 | Tel Aviv, Israel            | Amistoso                   | -        | 87' por Brian Lozano       | Oscar W.Tabárez |          |
| 7        | Chile          | 2:1       | 8 de octubre de 2020    | Montevideo, · Uruguay       | Eliminatorias Mundial 2022 | -        | 86' por Maximiliano Gómez  | Oscar W.Tabárez |          |
| 8        | Ecuador        | 2:4       | 13 de octubre de 2020   | Quito, · Ecuador            | Eliminatorias Mundial 2022 | -        | 45' por Darwin Núñez       | Oscar W.Tabárez |          |
| 9        | Brasil         | 0:2       | 17 de noviembre de 2020 | Montevideo, · Uruguay       | Eliminatorias Mundial 2022 | -        | 59' por Rodrigo Bentancur  | Oscar W.Tabárez |          |
| 10       | Paraguay       | 0:0       | 3 de junio de 2021      | Montevideo, · Uruguay       | Eliminatorias Mundial 2022 | -        | 82' por Matías Viña        | Oscar W.Tabárez |          |
| 11       | Perú           | 1:1       | 2 de setiembre de 2021  | Montevideo, · Uruguay       | Eliminatorias Mundial 2022 | -        | -                          | Oscar W.Tabárez |          |
| 12       | Bolivia        | 4:2       | 5 de setiembre de 2021  | Montevideo, · Uruguay       | Eliminatorias Mundial 2022 | -        | 45' por David Terans       | Oscar W.Tabárez |          |
| 13       | Ecuador        | 1:0       | 9 de setiembre de 2021  | Montevideo, · Uruguay       | Eliminatorias Mundial 2022 | -        | 83' por Federico Martínez  | Oscar W.Tabárez |          |
| 14       | Colombia       | 0:0       | 7 de octubre de 2021    | Montevideo, · Uruguay       | Eliminatorias Mundial 2022 | -        | 45' por Darwin Núñez       | Oscar W.Tabárez |          |
| 15       | Argentina      | 0:3       | 10 de octubre de 2021   | Buenos Aires, Argentina     | Eliminatorias Mundial 2022 | -        | 45' por Edinson Cavani     | Oscar W.Tabárez |          |
| 16       | Argentina      | 0:1       | 12 de noviembre de 2021 | Montevideo, · Uruguay       | Eliminatorias Mundial 2022 | –        | 45' por Facundo Torres     | Oscar W.Tabárez |          |
| 17       | Bolivia        | 0:3       | 16 de noviembre de 2021 | La Paz, · Bolivia           | Eliminatorias Mundial 2022 | –        | 63' por Nahitan Nández     | Oscar W.Tabárez |          |
| 18       | Nicaragua      | 4:1       | 14 de junio de 2023     | Montevideo, · Uruguay       | Amistoso                   | 56'      | -                          | Marcelo Bielsa  |          |
| 19       | Cuba           | 2:0       | 20 de junio de 2023     | Montevideo, · Uruguay       | Amistoso                   | –        | 45' por Diego Rossi        | Marcelo Bielsa  |          |
| 20       | Chile          | 3:1       | 8 de setiembre de 2023  | Montevideo, · Uruguay       | Eliminatorias Mundial 2026 | –        | 71' por Facundo Pellistri  | Marcelo Bielsa  |          |
| 21       | Colombia       | 2:2       | 12 de octubre de 2023   | Barranquilla, · Colombia    | Eliminatorias Mundial 2026 | -        | 72' por Maximiliano Araújo | Marcelo Bielsa  |          |

## Estadísticas

### Clubes
Actualizado hasta su último partido disputado el 6 de agosto de 2025.
| Club                             | Div.          | Temporada     | Liga  | Liga  | Liga   | Copas nacionales | Copas nacionales | Copas nacionales | Torneos internacionales | Torneos internacionales | Torneos internacionales | Total | Total | Total  | Media goleadora |
| Club                             | Div.          | Temporada     | Part. | Goles | Asist. | Part.            | Goles            | Asist.           | Part.                   | Goles                   | Asist.                  | Part. | Goles | Asist. | Media goleadora |
| -------------------------------- | ------------- | ------------- | ----- | ----- | ------ | ---------------- | ---------------- | ---------------- | ----------------------- | ----------------------- | ----------------------- | ----- | ----- | ------ | --------------- |
| C. A. Peñarol · Uruguay          | 1.ª           | 2018          | 6     | 1     | 1      | ―                | ―                | ―                | ―                       | ―                       | ―                       | 6     | 1     | 1      | 0.17            |
| C. A. Peñarol · Uruguay          | 1.ª           | 2019          | 12    | 2     | 4      | ―                | ―                | ―                | 8                       | 0                       | 3                       | 20    | 2     | 7      | 0.10            |
| C. A. Peñarol · Uruguay          | Total club    | Total club    | 18    | 3     | 5      | 0                | 0                | 0                | 8                       | 0                       | 3                       | 26    | 3     | 8      | 0.11            |
| Los Angeles F. C. Estados Unidos | 1.ª           | 2019          | 9     | 0     | 1      | ―                | ―                | ―                | ―                       | ―                       | ―                       | 9     | 0     | 1      | 0.00            |
| Los Angeles F. C. Estados Unidos | 1.ª           | 2020          | 21    | 3     | 6      | ―                | ―                | ―                | 4                       | 0                       | 0                       | 25    | 3     | 6      | 0.12            |
| Los Angeles F. C. Estados Unidos | 1.ª           | 2021          | 15    | 4     | 3      | ―                | ―                | ―                | ―                       | ―                       | ―                       | 15    | 4     | 3      | 0.27            |
| Los Angeles F. C. Estados Unidos | 1.ª           | 2022          | 14    | 2     | 3      | 1                | 0                | 0                | 1                       | 0                       | 0                       | 16    | 2     | 3      | 0.12            |
| Los Angeles F. C. Estados Unidos | Total club    | Total club    | 59    | 9     | 13     | 1                | 0                | 0                | 5                       | 0                       | 0                       | 65    | 9     | 13     | 0.14            |
| U. D. Almería · España           | 2.ª           | 2020-21       | 16    | 0     | 1      | ―                | ―                | ―                | ―                       | ―                       | ―                       | 16    | 0     | 1      | 0.00            |
| U. D. Almería · España           | Total club    | Total club    | 16    | 0     | 1      | 0                | 0                | 0                | 0                       | 0                       | 0                       | 16    | 0     | 1      | 0.00            |
| Club América · México            | 1.ª           | 2022-23       | 22    | 4     | 2      | ―                | ―                | ―                | 1                       | 0                       | 0                       | 23    | 4     | 2      | 0.17            |
| Club América · México            | 1.ª           | 2023-24       | 32    | 5     | 3      | ―                | ―                | ―                | 11                      | 2                       | 1                       | 43    | 7     | 4      | 0.16            |
| Club América · México            | 1.ª           | 2024-25       | 30    | 9     | 8      | ―                | ―                | ―                | 8                       | 4                       | 1                       | 38    | 13    | 9      | 0.34            |
| Club América · México            | 1.ª           | 2025-26       | 3     | 2     | 1      | 1                | 0                | 1                | 3                       | 1                       | 2                       | 7     | 3     | 4      | 0.50            |
| Club América · México            | Total club    | Total club    | 87    | 20    | 14     | 1                | 0                | 1                | 23                      | 7                       | 4                       | 111   | 27    | 19     | 0.25            |
| Total carrera                    | Total carrera | Total carrera | 180   | 32    | 33     | 2                | 0                | 1                | 36                      | 7                       | 7                       | 218   | 39    | 41     | 0.18            |
| 1. 2.                            |               |               |       |       |        |                  |                  |                  |                         |                         |                         |       |       |        |                 |

### Selecciones
Actualizado hasta su último partido disputado el 6 de junio de 2025.
| Selección          | Año             | Amistosos | Amistosos | Amistosos | Eliminatorias | Eliminatorias | Eliminatorias | Continental | Continental | Continental | Mundial | Mundial | Mundial | Total | Total | Total  |
| Selección          | Año             | Part.     | Goles     | Asist.    | Part.         | Goles         | Asist.        | Part.       | Goles       | Asist.      | Part.   | Goles   | Asist.  | Part. | Goles | Asist. |
| ------------------ | --------------- | --------- | --------- | --------- | ------------- | ------------- | ------------- | ----------- | ----------- | ----------- | ------- | ------- | ------- | ----- | ----- | ------ |
| Sub-17 · Uruguay   | 2016            | 1         | 0         | 0         | ―             | ―             | ―             | ―           | ―           | ―           | ―       | ―       | ―       | 1     | 0     | 0      |
| Sub-17 · Uruguay   | 2017            | ―         | ―         | ―         | ―             | ―             | ―             | 1           | 0           | 0           | ―       | ―       | ―       | 1     | 0     | 0      |
| Sub-17 · Uruguay   | Total           | 1         | 0         | 0         | 0             | 0             | 0             | 1           | 0           | 0           | 0       | 0       | 0       | 2     | 0     | 0      |
| Sub-20 · Uruguay   | 2018            | 3         | 0         | 0         | ―             | ―             | ―             | ―           | ―           | ―           | ―       | ―       | ―       | 3     | 0     | 0      |
| Sub-20 · Uruguay   | 2019            | 3         | 1         | 0         | ―             | ―             | ―             | ―           | ―           | ―           | 4       | 2       | 1       | 7     | 3     | 1      |
| Sub-20 · Uruguay   | Total           | 6         | 1         | 0         | 0             | 0             | 0             | 0           | 0           | 0           | 4       | 2       | 1       | 10    | 3     | 1      |
| Absoluta · Uruguay | 2019            | 6         | 3         | 0         |               |               |               | ―           | ―           | ―           | ―       | ―       | ―       | 6     | 3     | 0      |
| Absoluta · Uruguay | 2020            | ―         | ―         | ―         | 3             | 0             | 0             | ―           | ―           | ―           | ―       | ―       | ―       | 3     | 0     | 0      |
| Absoluta · Uruguay | 2021            | ―         | ―         | ―         | 8             | 0             | 2             | ―           | ―           | ―           | ―       | ―       | ―       | 8     | 0     | 2      |
| Absoluta · Uruguay | 2023            | 2         | 1         | 0         | 2             | 0             | 0             | ―           | ―           | ―           | ―       | ―       | ―       | 4     | 1     | 0      |
| Absoluta · Uruguay | 2024            | 2         | 0         | 1         | 2             | 0             | 0             | 1           | 0           | 0           | ―       | ―       | ―       | 5     | 0     | 1      |
| Absoluta · Uruguay | 2025            | ―         | ―         | ―         | 2             | 0             | 0             | ―           | ―           | ―           | ―       | ―       | ―       | 2     | 0     | 0      |
| Absoluta · Uruguay | Total           | 10        | 4         | 1         | 17            | 0             | 2             | 1           | 0           | 0           | 0       | 0       | 0       | 28    | 4     | 3      |
| Total selección    | Total selección | 17        | 5         | 1         | 17            | 0             | 2             | 2           | 0           | 0           | 4       | 2       | 1       | 40    | 7     | 4      |
| 1. 2. 3.           |                 |           |           |           |               |               |               |             |             |             |         |         |         |       |       |        |

## Palmarés

### Títulos nacionales
| Título                  | Club              | País           | Año    |
| ----------------------- | ----------------- | -------------- | ------ |
| Supercopa Uruguaya      | C. A. Peñarol     | Uruguay        | 2018   |
| Primera División        | C. A. Peñarol     | Uruguay        | C-2018 |
| Campeonato Uruguayo     | C. A. Peñarol     | Uruguay        | 2018   |
| Primera División        | C. A. Peñarol     | Uruguay        | A-2019 |
| MLS Supporters' Shield  | Los Angeles F. C. | Estados Unidos | 2019   |
| MLS Supporters' Shield  | Los Angeles F. C. | Estados Unidos | 2022   |
| MLS Conferencia Oeste   | Los Angeles F. C. | Estados Unidos | 2022   |
| MLS Cup                 | Los Angeles F. C. | Estados Unidos | 2022   |
| Primera División        | Club América      | México         | A-2023 |
| Primera División        | Club América      | México         | C-2024 |
| Campeón de Campeones    | Club América      | México         | 2024   |
| Supercopa de la Liga MX | Club América      | México         | 2024   |
| Primera División        | Club América      | México         | A-2024 |